# Brohl

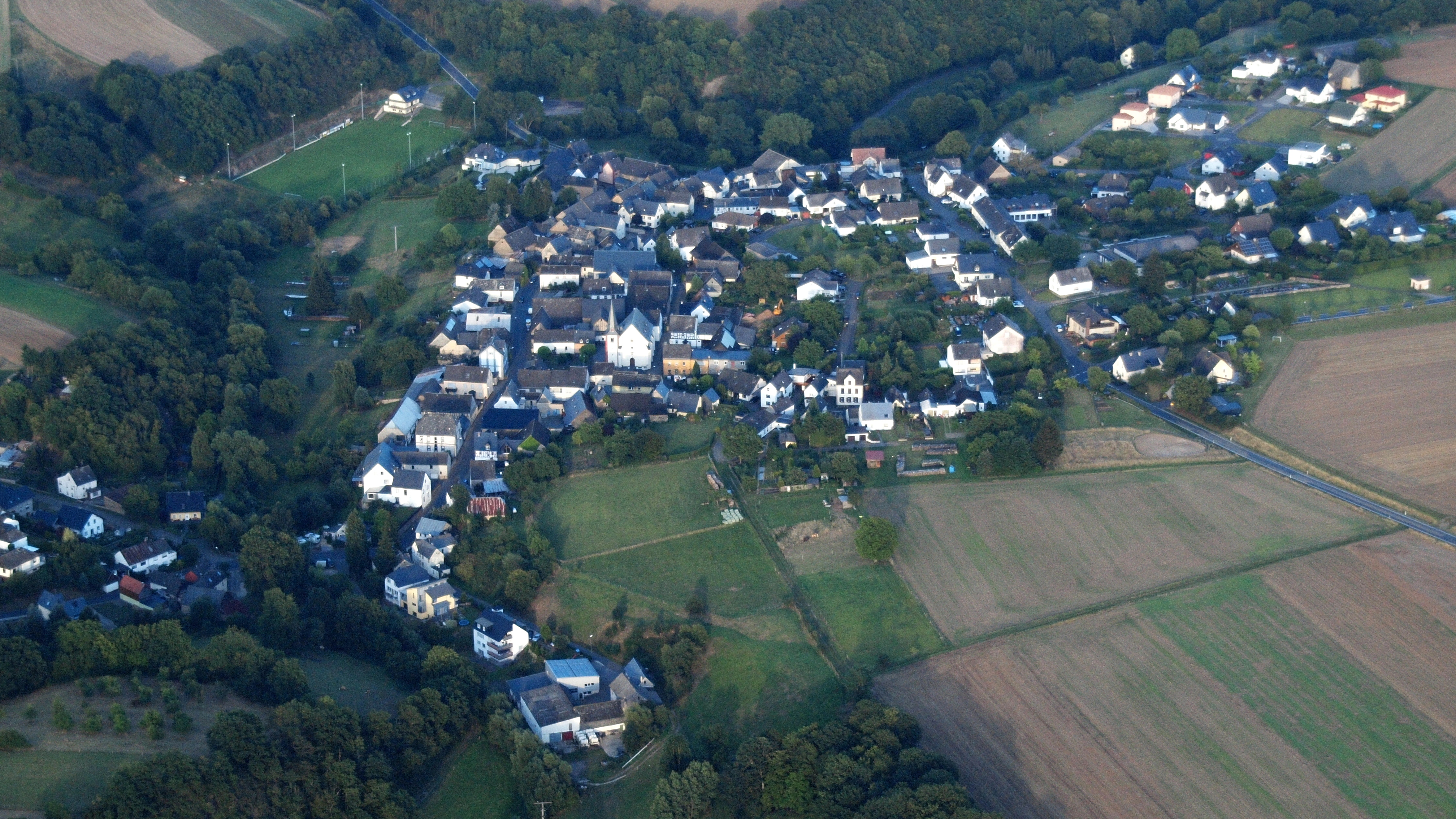
Brohl, Luftaufnahme (2015)

Brohl ist eine Ortsgemeinde im Landkreis Cochem-Zell in Rheinland-Pfalz. Sie gehört seit dem 1. Juli 2014 der Verbandsgemeinde Kaisersesch an.

## Geographie
Brohl ist ein kleines Dorf in der Eifel. Durch den Ort fließt der Brohlbach, der bei Karden in die Mosel mündet. In der näheren Umgebung liegen Treis-Karden an der Mosel, Münstermaifeld, Polch und Mayen. Nachbardörfer sind u. a. Roes, Forst (Eifel) und Möntenich.

## Geschichte
Der Ort wird 925 in einer Urkunde als Brula im Besitz der Abtei St. Maximin in Trier erwähnt. Das Hochgericht Brohl gehörte zu den „Pellenzgerichten“, die 1696 als kurtrierischer Besitz eingezogen wurden. 1711 wurde es an die Schenk von Schmidtburg ausgegeben. 1794 erfolgte die Besetzung durch die französische Revolutionsarmee, von 1798 bis 1814 gehörte Brohl zum Kanton Münstermaifeld. 1815 wurde der Ort auf dem Wiener Kongress dem Königreich Preußen zugeordnet. Seit 1946 ist er Teil des Landes Rheinland-Pfalz.

## Politik

### Gemeinderat
Der Gemeinderat in Brohl besteht aus acht Ratsmitgliedern, die bei der Kommunalwahl am 9. Juni 2024 in einer Mehrheitswahl gewählt wurden, und dem ehrenamtlichen Ortsbürgermeister als Vorsitzendem.

### Bürgermeister
Uwe Theobald wurde am 26. Juni 2019 Ortsbürgermeister von Brohl. Bei der Direktwahl am 26. Mai 2019 war er mit einem Stimmenanteil von 78,54 % für fünf Jahre gewählt worden. Bei der Direktwahl am 9. Juni 2024 wurde er ohne Gegenkandidat mit 89,0 % der Stimmen in seinem Amt bestätigt.
Theobalds Vorgänger als Ortsbürgermeister war bis 2019 Torsten Uerz.

### Wappen
| Wappen von Brohl | Blasonierung: „In Grün ein goldener, schräg gestellter Bischofsstab, aus dem Schildrand wachsend, begleitet oben von einem silbernen (rautenförmigen) Rink, unten von einem silbernen, schräglinks gestellten Eichenreis.“ |
| Wappen von Brohl | Wappenbegründung: Der Bischofsstab als Attribut des hl. Nikolaus weist auf ihn als Schutz- und Kirchenpatron der Eifelgemeinde Brohl hin. Der Rink aus dem Wappen der Schenk von Schmidtburg („In Schwarz ein silberner Rink, besetzt mit 12 abwechselnd roten und blauen runden Steinen.“) steht für deren kurtrierisches Lehen seit 1711 über das Brohler Hochgericht und das Eichenreis symbolisiert den Eichenwald in der Gemarkung Brohl. |

## Tourismus
Die nächstgelegene Schiffsanlegestelle für Brohl ist in Treis-Karden. Schifffahrtslinien Treis – Cochem – Beilstein – Bullay – Zell und Treis – Koblenz.

## Sehenswürdigkeiten
Sehenswert ist die Nikolauskirche im Ortskern, erbaut 1767, deren Renovierung im Jahr 2006 abgeschlossen wurde. Vom Ausgangspunkt Brohl erreicht man durch eine mehrstündige Wanderung die Burg Pyrmont und Burg Eltz.
Siehe auch:
- Liste der Kulturdenkmäler in Brohl

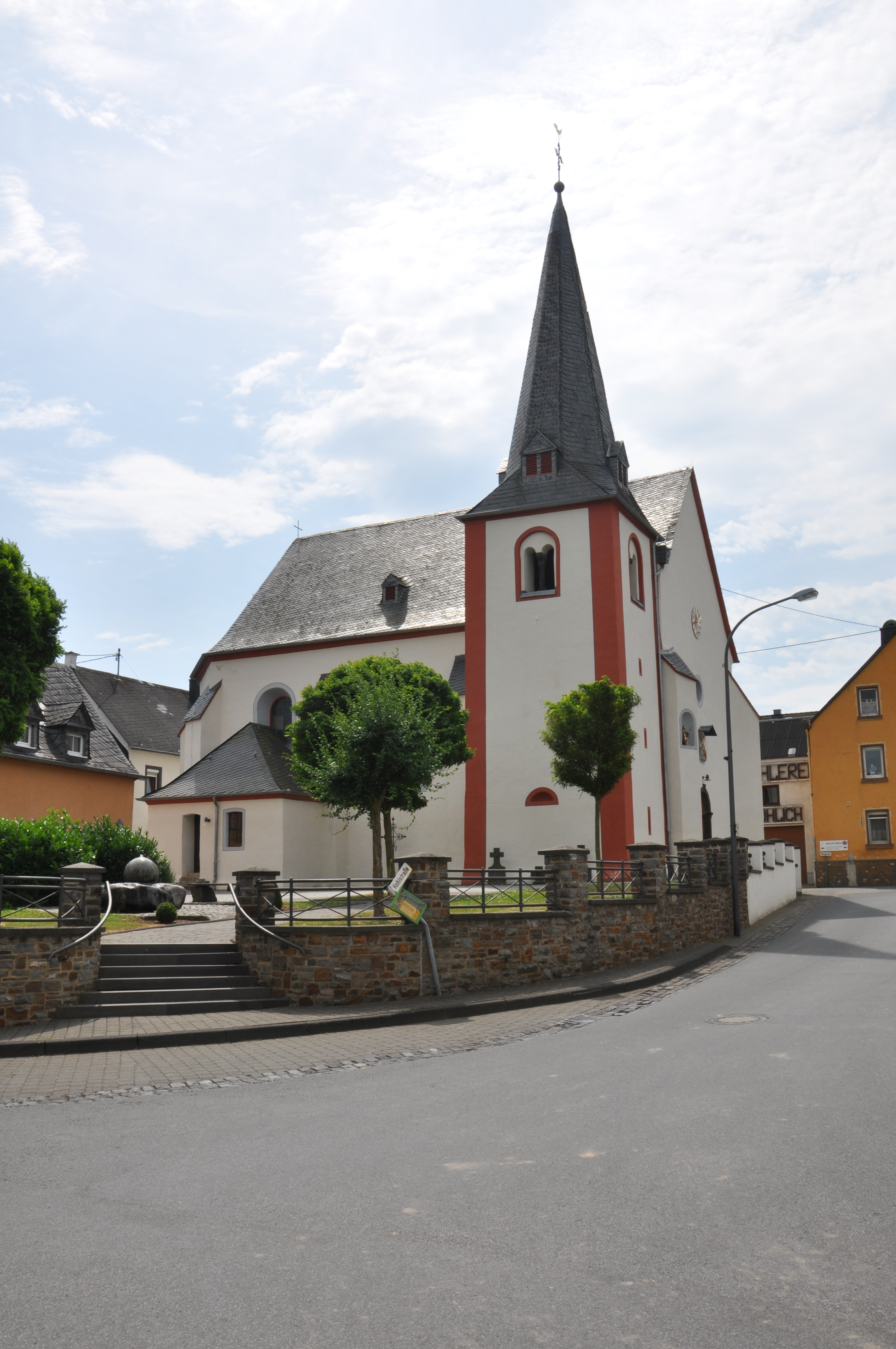
Brohl, St. Nikolaus

- Liste der Naturdenkmale in Brohl

## Persönlichkeiten
- Johannes Wagner (1908–1999), katholischer Priester und Direktor des Deutschen Liturgischen Instituts in Trier, wurde in Brohl geboren.
- Caspar Grod (1842–1893), deutscher Steinmetzmeister und Abgeordneter

## Sonstiges
An Einrichtungen gibt es die Grundschule der Gemeinde, die Freiwillige Feuerwehr Brohl, den Karnevalsverein, den Musikverein, einen Chor und den Sportverein.